# 동물의 숲+
《동물의 숲+》(일본어: どうぶつの森+ 도부츠노모리+[*])는 닌텐도가 개발한 커뮤니케이션 게임이다. 동물의 숲 시리즈의 2번째 작품이다. 일본 이외의 지역에서는 영어: Animal Crossing 애니멀 크로싱[*]이라는 제목으로 발매되었다.

## 개요
게임 내용은 전작을 기반으로 하고 있지만, 제목 그대로 대양한 요소가 추가되었다. 재봉소(에이블 시스터즈)가 생겨 패턴을 디자인하여 커스텀 옷이나 우산 등을 만들 수 있게 되었고, 화석, 곤충, 어류, 명화를 기증할 수 있는 박물관이 새로 등장하여, 이후 시리즈에서도 만나볼 수 있는 요소가 되었다. 새로운 캐릭터도 등장하여, 고옥이(일본어: あさみ 아사미[*]), 고순이(일본어: きぬよ 키누요[*]), 부엉(일본어: フータ 후타[*]) 등 새로운 캐릭터도 이후 시리즈에서 익숙한 요소가 되었다. 그 외의 캐릭터도 일부 그래픽이 변경되었다.
게임보이 어드밴스(GBA)를 게임큐브에 GBA 케이블로 연결하여, 마을 앞바다에 섬이 생기고, 갓파가 배를 몰아 그 섬으로 데려다 줄 수 있게 되었다. 섬에서는 일부 GBA 조작도 가능하며, 섬에 거주하는 동물 이웃과 함께 놀 수 있다. 또한, GBA끼리 연결하여 섬을 교환하는 일도 가능하다. 재봉소(에이블 시스터즈)에서도 GBA를 사용할 수 있어 패턴을 디자인할 수 있다. 이 GBA 연동 시스템은 이후에 발매된 '동물의 숲 e+'에서도 채용되었다.
가구, 곤충, 어류의 수가 증가했고, 특별한 동작을 취해야만 포획할 수 있는 곤충도 등장했다. 패밀리 컴퓨터 가구의 종류도 증가하였다.
특정 암호를 편지에 적어 보내면, 그 캐릭터로부터 답장이 오는 시스템도 등장했다. 해당 암호는 〈동물의 숲+ 카드 e〉에 나와 있기 때문에 캐릭터 뿐만 아니라 가구도 입수할 수 있다.

## 동물의 숲+ 카드 e
〈동물의 숲+ 카드 e〉 는, 닌텐도에서 발매한 '카드 e'이다. 5매 1세트의 패키지로 발매되었으며, 안에는 카드가 랜덤으로 들어가 있다. 〈주간 패미통〉 등의 잡지의 부록으로 배포된 적도 있다. 카드 e의 표면에는 《동물의 숲+》에 등장하는 캐릭터가 그려져 있고, 뒷면에는 그 캐릭터의 프로필이나, 《동물의 숲+》와 《동물의 숲 e+》에서 사용할 수 있는 암호가 적혀 있다. 카드 e 리더에 카드 e를 인식시켜, 뒷면에 적혀 있는 암호와는 다른 암호도 입수할 수 있다.

## 참고
- 전작, 《동물의 숲》의 저장 데이터를 《동물의 숲+》로 옮겨 주는 '데이터 이사 서비스'가 실시된 적이 있고, 서비스 이용자는 '패밀리 컴퓨터 가구'의 《아이스 클리이머》를 사은품으로 받았다. 현재는 서비스가 종료되었다.
- 〈동물의 숲+ 카드 e〉는 한때 품귀 현상이 지속되어, 닌텐도가 이에 대한 사과문을 게시한 적이 있다.[3]
- 이 작품은 필요한 메모리 카드 블록 수가 59블록이었으며, 당시 출시되어 있던 유일한 메모리 카드에 용량이 딱 맞는다. 이 때문에 〈동물의 숲+〉 패키지에는 항상 전용 메모리 카드가 동봉되었다.

## 평가
《동물의 숲+》는 IGN에서 9.1점으로 "눈에 띈다"는 평가를 받았다. 또한, 'ScrewAttack'에서는 "게임큐브와 10 게임큐브 게임들에 대한 작별 인사"에서 50번째의 베스트 게임으로 선정되었으며, "이 작품을 플레이하는 사람은 당신이 마지막이 아니며, 생명력은 20년 동안 지속될 것이다!" 라고 하였다. 이 작품의 인기는 이후 작품, 《놀러오세요 동물의 숲》을 바탕으로 제작한 《극장판 동물의 숲》을 제작하는 계기가 되었다.